# Episodi di Baby Daddy (terza stagione)
La terza stagione della serie televisiva Baby Daddy è stata trasmessa negli Stati Uniti dal 15 gennaio al 18 giugno 2014 sul canale ABC Family.
In Italia è andata in anteprima nel corso del 2015 su Mediaset Infinity ed è stata trasmessa dal 25 novembre 2015 al 3 febbraio 2016 su Joi, canale pay della piattaforma Mediaset Premium; in chiaro è stata trasmessa per la prima volta dall'11 ottobre al 9 novembre 2016 su Italia 1.
| nº | Titolo originale           | Titolo italiano                 | Prima TV USA     | Prima TV Italia  |
| -- | -------------------------- | ------------------------------- | ---------------- | ---------------- |
| 1  | The Naked Truth            | Cialde                          | 15 gennaio 2014  | 25 novembre 2015 |
| 2  | The Lying Game             | Il gioco delle bugie            | 22 gennaio 2014  | 25 novembre 2015 |
| 3  | Lights! Camera! No Action! | L'atleta sensibile              | 29 gennaio 2014  | 2 dicembre 2015  |
| 4  | Bonnie's Unreal Estate     | Per chi suona la campana        | 5 febbraio 2014  | 2 dicembre 2015  |
| 5  | Life's a Beach             | Il gemello di Brad              | 12 febbraio 2014 | 9 dicembre 2015  |
| 6  | Romancing the Phone        | Storie d'amore al telefono      | 26 febbraio 2014 | 9 dicembre 2015  |
| 7  | The Bet                    | La scommessa                    | 5 marzo 2014     | 16 dicembre 2015 |
| 8  | A Knight to Remember       | Il ragazzo giusto               | 12 marzo 2014    | 16 dicembre 2015 |
| 9  | Go Brit or Go Home         | Diventa britannico o vai a casa | 19 marzo 2014    | 23 dicembre 2015 |
| 10 | An Affair Not to Remember  | Una relazione                   | 26 marzo 2014    | 23 dicembre 2015 |
| 11 | The Wingmom                | Donne e motori                  | 2 aprile 2014    | 30 dicembre 2015 |
| 12 | Send in the Clowns         | Fate entrate i clown            | 9 aprile 2014    | 30 dicembre 2015 |
| 13 | Play It Again, Bonnie      | Festa di fidanzamento           | 16 aprile 2014   | 6 gennaio 2016   |
| 14 | Livin' on a Prom           | Sogni infranti                  | 23 aprile 2014   | 6 gennaio 2016   |
| 15 | From Here to Paternity     | Da qui alla paternità           | 30 aprile 2014   | 13 gennaio 2016  |
| 16 | Curious Georgie            | Curiosa come Georgie            | 7 maggio 2014    | 13 gennaio 2016  |
| 17 | Flirty Dancing             | Ballo con flirt                 | 14 maggio 2014   | 20 gennaio 2016  |
| 18 | Baby Steps"                | Primi passi                     | 28 maggio 2014   | 20 gennaio 2016  |
| 19 | Foos It or Lose It         | Il biliardino perduto           | 4 giugno 2014    | 27 gennaio 2016  |
| 20 | All Aboard the Love Train  | Il treno dell'amore             | 11 giugno 2014   | 27 gennaio 2016  |
| 21 | You Can't Go Home Again    | Scelte d'amore                  | 18 giugno 2014   | 3 febbraio 2016  |